# Mona Bruns
Mona Bruns (26 de noviembre de 1899 – 13 de junio de 2000) fue una actriz estadounidense que trabajó en teatro, cine, radio, y televisión. Apareció en varias series de televisión, incluyendo Dr. Kildare, Little House on the Prairie, Green Acres,  y Bonanza.

## Biografía
Nacida en San Luis, Misuri, Bruns empezó a trabajar en Broadway juntó con su esposo, Frank M. Thomas.[cita requerida] Apareció en la obra de Broadway Wednesday's Child (1934), interpretando a Miss Chapman juntó con su hijo Frankie Thomas, quién interpretó a Bobby Phillips.[cita requerida]
Bruns volvió a interpretar a Miss Chapman en la versión cinematográfica de 1934, se vio obligada a mudarse a Los Ángeles durante la década de 1930, Bruns y su esposo aparecieron en varias películas.[cita requerida] Interpretó a la Tía Emily en The Brighter Day, durante 8 años. Después de la cancelación del programa, se le preguntó a Bruns si podía crear el papel de Emily Hastings en el programa de NBC Another World. Apareció en varias series de televisión durante la década de 1950 y 1960.[cita requerida]

## Vida personal
Mona Bruns publicó su autobiografía, By Emily Possessed. Bruns y Frankie Thomas Sr. fueron padres del actor Frankie Thomas.[cita requerida]

## Muerte
Bruns murió en Los Ángeles en 2000 a los 100 años, fue enterrada juntó con su esposo en el Forest Lawn Memorial Park, Hollywood, California. Su esposo, Frankie M. Thomas Sr., también vivió hasta los 100 años, murió en 1989.[cita requerida]